# Grand Production
Grand Production, autrefois connue sous le nom de ZaM (Zabava miliona) est un label de musique et une société de production serbe basée à Belgrade. Elle est aujourd'hui la propriété de la chanteuse Lepa Brena.
Grand Production est enregistrée comme une société à responsabilité limitée ; elle emploie 43 personnes. Elle est la plus grande société de production de folk, de pop-folk et de turbo folk des Balkans[réf. nécessaire].
Le label produit une émission de variétés appelée Grand parada, diffusée chaque semaine sur la chaîne de télévision serbe RTV Pink et sur ses filiales Pink BH en Bosnie-Herzégovine et Pink M au Monténégro ainsi que sur la chaîne par satellite Pink Plus.
La société organise également le Grand Festival.

## Artistes produits
Grand Production produit ou a produit les artistes suivants :
A
- Aca Ilić (1995-2004)
- Aca Lukas (2000 ; 2004-2009)
- Aco Pejović (2005 à maintenant)
- Aleksandra Prijović (2013 à maintenant)
- Alma Tucaković
- Ana Bekuta (1999 à maintenant)
- Ana Kokić (2005 à maintenant)
- Anica Milenković (1996-2001 ; 2004-2007)

B
- Beki Bekić (1991-2000)
- Biljana Jevtić (1996-1999)
- Blizanci (2004-2008)
- Boban Zdravković (1995-1997 ; 1999-2001)
- Bojan Bjelić (2006-2009)
- Bojan Tomović (2005-2007)
- Boki Milošević
- Bora Drljača (1998-2000)
- Boža Nikolić
- Branislav Mojićević (2007-2009)
- Branka Sovrlić (2001-2003)

C
- Cakana (1999-2001)
- Ćana
- Ceca (2001)
- Ćira (2007-2008)
- Crni
- Cvijetin Nikić (1999-2001)

D
- Dado Polumenta (2004-2005 ; 2009 à maintenant)
- Dajana Penezić
- Danijela Vranić (2010 à maintenant)
- Dara Bubamara (1996-1999 ; 2002-2009)
- Darko Filipović (2003 à maintenant)
- Darko Lazić (2008 à maintenant)
- Dejan Matić (2005 à maintenant)
- Dinča (2006 à maintenant)
- Đani (1998-2008)
- Donna Ares (2006-2008)
- Dragana Mirković (1992-1993 ; 1994 ; 1998-1999)
- Dragan Kojić Keba (1998-2001 ; 2004 à maintenant)
- Dušan Svilar

E
- Elma Sinanović (1998 à maintenant)
- Enes Begović
- Era Ojdanić (1999-2002)

G
- Goca Božinovska (1997-2001)
- Goca Lazarević (2000-2002)
- Goga Sekulić (2005-2010)
- Goran Spasojević

H
- Halid Muslimović
- Haris Berković (2015 à maintenant)
- Haris Džinović (1999-2001)

I
- Ilda Šaulić (2007-2009)
- Indira Radić (1995 à maintenant)
- Indy (2005-2008)
- Ivana Šašić
- Ivana Selakov (2009 à maintenant)

J
- Jandrino Jato (2005-2007)
- Jana (1999-2002 ; 2011)
- Jašar Ahmedovski (1997 ; 1999-2003)
- Jelena Broćić (1999-2001)
- Jelena Karleuša (1999-2000)
- Jovana Tipšin (1995-1997 ; 2003-2009)
- Jovana Pajić (2004-2006)
- Jovan Perišić (2010 à maintenant)

K
- Katarina Živković (2006 à maintenant)
- Kemal Monteno

L
- Lepa Brena (1993 à maintenant)
- Lepa Lukić (1998 à maintenant)

M
- Maja Marijana (1999-2000 ; 2003-2008)
- Marina Živković (1998-1999 ; 2001-2003)
- Marinko Rokvić (1999-2008)
- Marko Bulat
- Marta Savić (1995-2006)
- Mia Borisavljević (2007 à maintenant)
- Mikica Bojanić (2000-2003)
- Milan Stanković (2007-2010)
- Mile Kitić (1998 à maintenant)
- Milica Todorović (2004 à maintenant)
- Miloš Bojanić (1992-1996 ; 1999-2007)
- Mina Kostić (2004-2006)
- Mira Škorić (2002 à maintenant)
- Mirza Selimović (2014 à maintenant)
- Mitar Mirić (2000-2006)

N
- Nada Topčagić (1997-2001)
- Nataša Đorđević (1998-2005)
- Nataša Kojić (2005-2009)
- Neda Ukraden (2001-2008)
- Nela Bijanić (1998-2002)
- Nemanja Nikolić (2004-2006)
- Nena Đurović (2004 à maintenant)
- Nikola Rokvić (2005-2006)

O
- Oliver Dragojević
- Olja Karleuša (2004 à maintenant)
- Osvajači

R
- Rade Lacković (2000-2007)
- Radiša Urošević
- Radmila Manojlović (2008 à maintenant)
- Reni

S
- Šaban Šaulić (1995-1996 ; 1998-2005)
- Šako Polumenta (1999-2000)
- Sani
- Sanja Đorđević (1995-2004)
- Sanja Maletić (2001-2002 ; 2010 à maintenant)
- Saša Matić (2000-2002; 2009 à maintenant)
- Seka Aleksić (2002 à maintenant)
- Šeki Turković (1998-2001)
- Selma Bajrami (2007 à maintenant)
- Šemsa Suljaković (2002-2003)
- Sejo Kalač (2002-2007)
- Sinovi Manjače
- Slavica Ćukteraš (2004 à maintenant)
- Slobodan Vasić
- Snežana Babić Sneki (1998 à maintenant)
- Snežana Đurišić (1997 à maintenant)
- Snežana Savić
- Sonja Mitrović Hani (2004-2006)
- Stevan Anđelković (2003-2004 ; 2006 à maintenant)
- Stoja (1999-2009 ; 2011 à maintenant)
- Suzana Jovanović (1997-2001)
- Suzana Mančić

T
- Tanja Savić (2005 à maintenant)
- Tina Ivanović (1998-2008)
- Topalko

V
- Vera Matić
- Verica Šerifović (1996 à maintenant)
- Vesna Zmijanac (1996-2004)
- Viki Miljković (1995 ; 1997 à maintenant)

Z
- Željko Šašić (1998-2004)
- Zlata Petrović (1993-1997)
- Zoran Vanev
- Zorica Andrijašević
- Zorica Marković (2001-2004)